# Kay Cole
Kay Cole (Miami, 13 gennaio 1948) è un'attrice, ballerina e coreografa statunitense.

## Biografia
È nota soprattutto come interprete di musical. Ha debuttato a teatro a 10 anni, quando ha interpretato la piccola Gracie nel tour statunitense di The Music Man nel 1948. Da allora ha recitato in altri musical a Broadway, nell'Off Broadway e in tour statunitensi, tra cui: Bye Bye Birdie (Broadway, 1960), Stop the World - I want to get off (Broadway, 1962), Best Foot Forward (Off Broadway, 1963), The Roar of the Greasepaint - The Smell of the Crowd (Broadway, 1965), Hair (Los Angeles, Broadway, 1968), Jesus Christ Superstar (Broadway, 1971), A Chorus Line (Off Broadway, Broadway, 1975; tour statunitense, 1976), Snoopy!!! (Off Broadway, 1982), One Man Band (Off-Off-Broadway, 1985) e Les Misérables (tour statunitense, 1988).
Ha curato le coreografie di diverse produzioni di rilievo, tra cui Sweeney Todd a Los Angeles nel 1999 con Christine Baranski e Kelsey Grammer, Follies a Los Angeles con Patty Duke nel 2002, On The 20th Century a Los Angeles con Marin Mazzie nel 2003, My Fair Lady a Los Angeles con Melissa Errico e John Lithgow (2003) e Mame a Los Angeles con Christine Ebersole (2004).

## Filmografia parziale
- Il cowboy con il velo da sposa (The Parent Trap), regia di  David Swift (1961)
- Io e i miei tre figli (My Three Sons) – serie TV, episodi 8x03-8x04-8x05-9x02 (1967-1968)
- Tre nipoti e un maggiordomo (Family Affair) – serie TV, episodio 2x24 (1968)